# إوز كوسكوروبا
أوز كوسكوروبا (الاسم العلمي: Coscoroba coscoroba) هو نوع من أسرة إوز.

## معرض صور

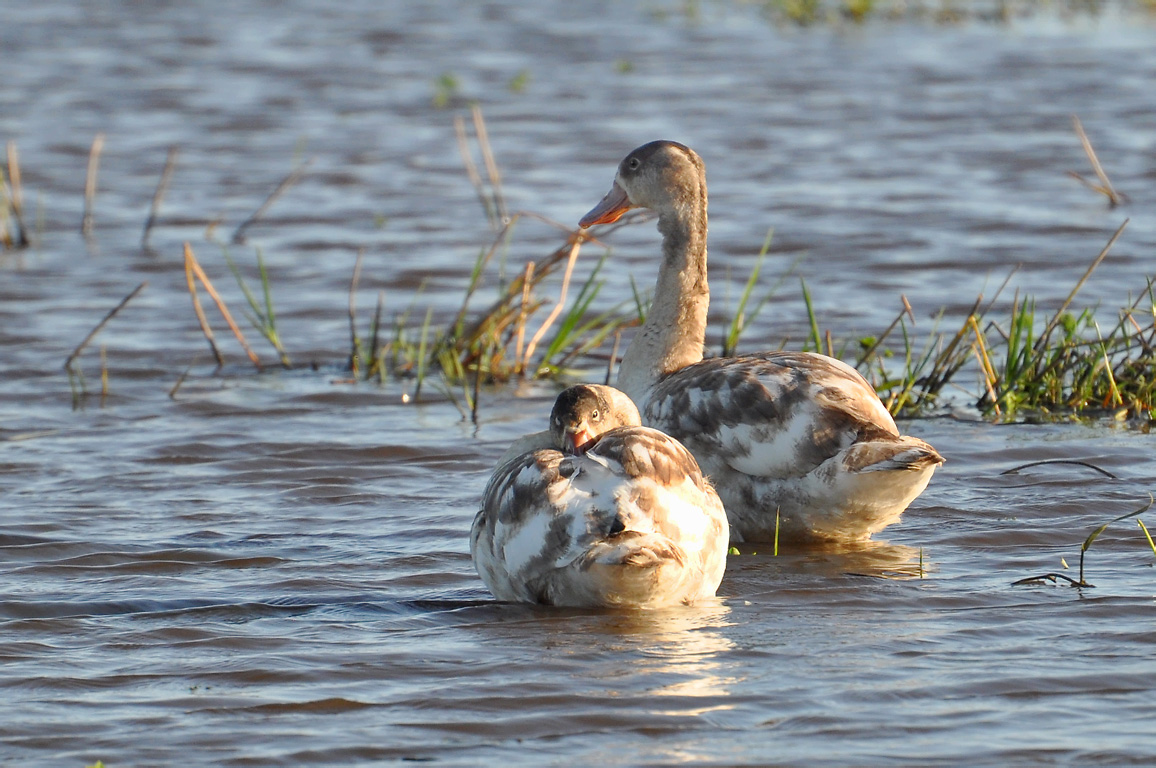
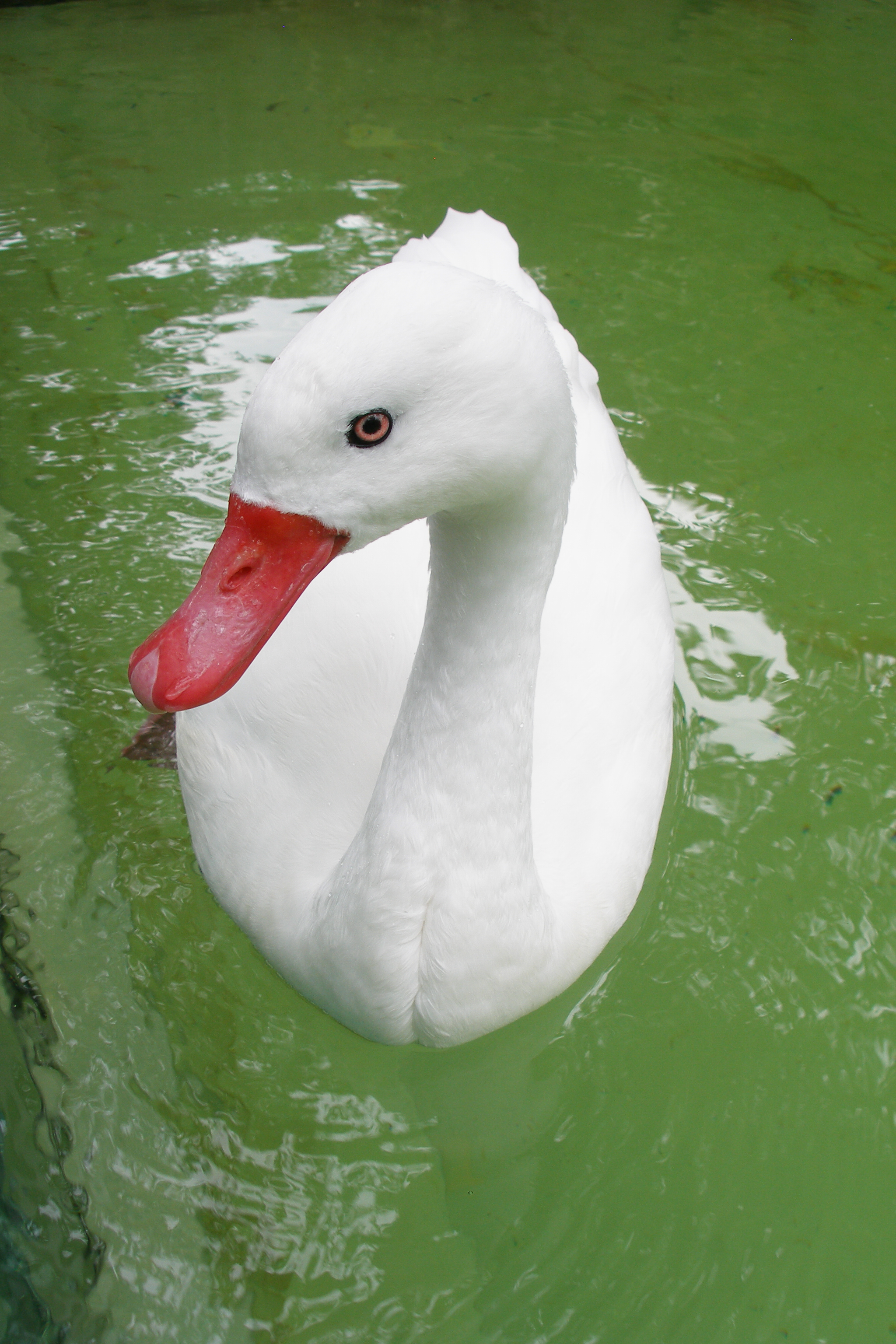
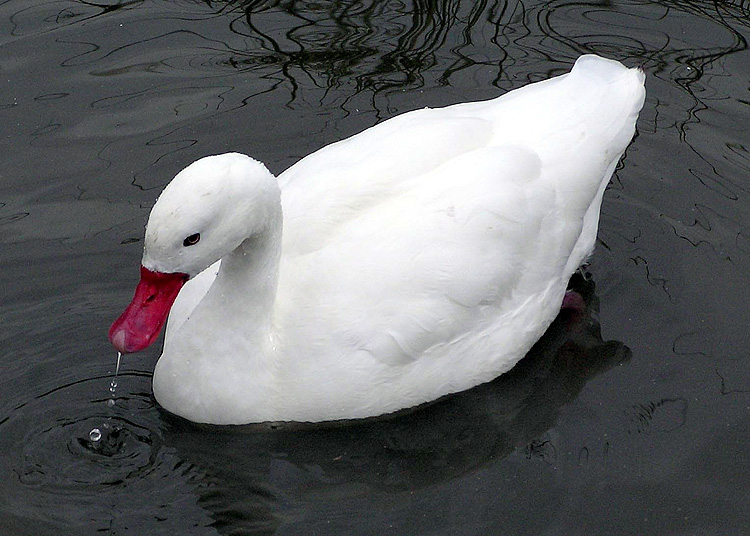
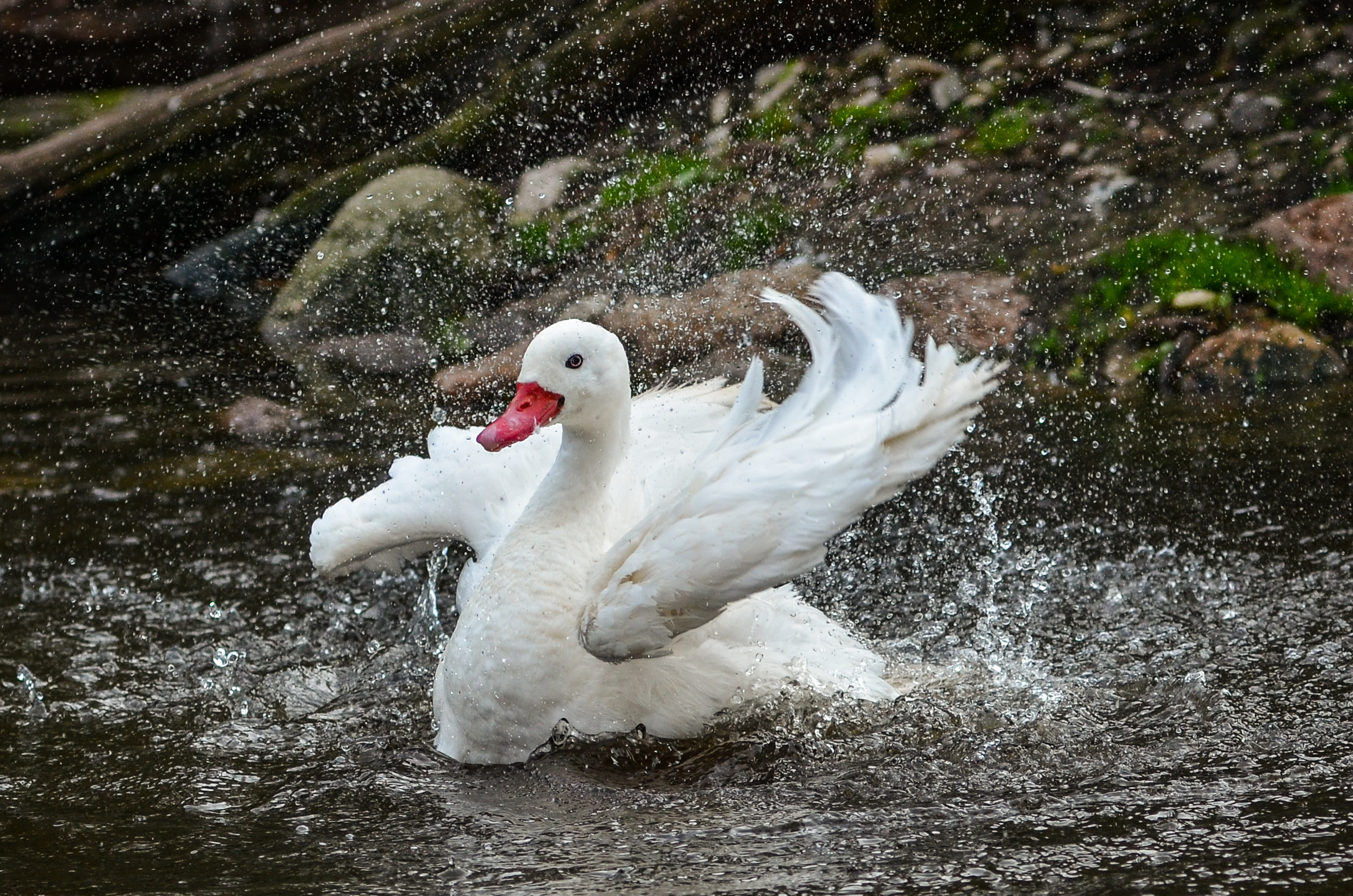